# Åtta (knop)

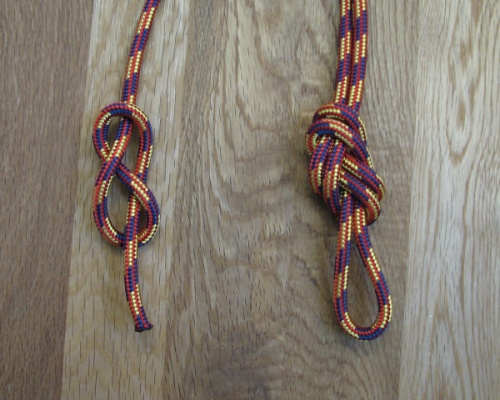
Åtta samt dubbelåtta, även kallad fiol

Åttan, även kallad fiol, fiolstek, stoppåtta eller överhandsknop i åtta, är en användbar stoppknopp som är enkel både att slå och att lösa upp. vanlig seglarknop som används för att förhindra att skot löper genom öglor. Slås knopen med dubbelt rep erhålles en dubbelåtta vilken används inom klättring. Den dubbla åttan ger en ögla, vilken klättraren kan kroka fast sin sele i.